# الحملة الأدرياتيكية 1807–1814
تُشير الحملة الأدرياتيكية إلى مسرح عمليات ثانوي خلال الحروب النابليونية شهد هجومَ سلسلةٍ من القطع البحرية الصغيرة التابعة للبحرية الملكية البريطانية والبحرية النمساوية والطرادات المستقلة على القوات البحرية المشتركة للإمبراطورية الفرنسية الأولى، ومملكة إيطاليا، والأقاليم الإيليرية، ومملكة نابولي بين الأعوام 1807 و1814 في البحر الأدرياتيكي. رزحت إيطاليا، ونابولي، والأقاليم الإيليرية تحت سيطرة الإمبراطور الفرنسي نابليون الأول بصورة مباشرة أو بالوكالة، بعد أن استولى عليها بموجب معاهدة برسبورغ إثر انتهاء حرب التحالف الثالث.
ضمنت السيطرة على البحر الأدرياتيكي للبحرية الفرنسية عدةَ مميزات، كان منها تسهيل النقل السريع لقواتها من إيطاليا إلى البلقان والنمسا، لشنّ حملات في الشرق، إضافة إلى بسط فرنسا سيطرتها على العديد من منشآت صناعة السفن، وخصوصًا الأحواض البحرية الكبيرة في مدينة البندقية. ابتداءً من العام 1807، وإثر تعجيل معاهدة تيلسيت بالانسحاب الروسي من جمهورية الجزر السبع الموحدة، حققت البحرية الفرنسية الهيمنة البحرية في المنطقة. كما جاء في معاهدة تيلسيت بندٌ سري يضمن بذل المساعدة العسكرية الفرنسية في أي حرب قد تنشب بين الروس والإمبراطورية العثمانية. وللالتزام بهذا البند، توجب على نابليون تأمين خطوط إمداده شرقًا عبر تحديث الجيوش الفرنسية في إيليريا. واستلزم هذا الإجراء فرض السيطرة على البحر الأدرياتيكي ضد الهجمات البريطانية ذات الحدّة المتنامية. أزمعت البحرية الملكية البريطانية على منع قوافل القوات الفرنسية تلك من الوصول إلى إيليريا، وسعت إلى إنهاء الهيمنة الفرنسية في المنطقة، وهو ما أفضى إلى حملة بحرية دامت ست سنوات.
لم تتّبع الحملة تكتيكًا موحدًا؛ فقد كُبّلت القوات البريطانية والفرنسية بمُقتضيات الصراع الأشمل والدائر في البحر المتوسط والعالم ككلّ، وهكذا تفاوتت أعداد السفن المنخرطة في الحملة. وعلى الرغم من تعاقب العديد من الضباط على قيادة المنطقة، فإن أهم شخصيتين تُذكران هما ويليام هوست وبرنار دوبورديو، اللذان لقيا الإشادة في صحف بلادهما طوال العامين 1810 و1811. بلغت الحملة ذروتها بين قوات الضابطين في معركة ليسا في مارس 1811، حيث ألحق هوست الهزيمة بقوات دوبورديو الذي قُتل كذلك في تلك الموقعة المشهورة.
انتزعت أحداث العام 1811 الهيمنة لصالح البريطانيين على البحر الأدرياتيكي طوال الفترة المتبقية من الحرب. بدأت قوات الحملات البريطانية واليونانية بالاستيلاء المطّرد على الجزر الفرنسية المحصنة، وخلقت الغارات التي شنّتها حالة من الفوضى في حركة التجارة عبر المنطقة. وتبعًا لذلك، أُلغيت خطط الهجوم الفرنسية ضد الإمبراطورية العثمانية، وتحول الجيش الكبير نحو روسيا. استمرت القوات البريطانية في شنّ هجماتها حتى طردت جيوش التحالف السادس المتقدمة الفرنسيين من ساحل البحر الأدرياتيكي في أوائل العام 1814، مع مساعدة القوات البريطانية والبحرية في الاستيلاء على عدة مدن فرنسية هامة، بما في ذلك مدينتيّ فيومي (رييكا) وترييستي.

## خلفية الأحداث
تعزز الوجود العسكري الفرنسي في البحر الأدرياتيكي منذ معاهدة كامبو فورميو خلال حروب الثورة الفرنسية. مثّلت معاهدة كامبو فورميو نهاية حرب التحالف الأول في العام 1797، وأقرّت انتهاء جمهورية البندقية المستقلة وتقسيم أراضيها بين الجمهورية الفرنسية الأولى والإمبراطورية النمساوية. من آثار هذا التقسيم، حازت فرنسا على الجزر الأيونية السبع التي تمتعت بالسيطرة على مدخل البحر الأدرياتيكي. رأت كل من الإمبراطوريتين الروسية والعثمانية في تلك البؤر الاستعمارية الفرنسية في شرق البحر الأبيض المتوسط تهديدًا لها، وفي العام 1798 هاجمت قوة روسية عثمانية مشتركة القلعة الفرنسية المحصنة تحصينًا جيدًا في كورفو، والتي سقطت في العام التالي بعد حصار دام أربعة أشهر. استولى المنتصرون على الجزر، وبناءً عليها أقاموا جمهورية الجزر السبع الموحدة، العثمانية اسميًا، إنما المستقلة عمليًا بضمانة البحرية الروسية.
في أوروبا القارية، نجم عن صعود نابليون بونابرت حاكمًا للإمبراطورية الفرنسية الجديدة صراعٌ جديد، سمّي حرب التحالف الثالث في العام 1805، والتي شهدت نهاية كارثية لحقت بجيوش الحلفاء النمساوية والروسية في معركة أوسترليتز. أنشأت المعاهدات التي أنهت الحربَ نظامين ملكيين تابعين لفرنسا في إيطاليا، وهما مملكة إيطاليا ومملكة نابولي، ومنحت المعاهدات للقوات الفرنسية حق الاحتفاظ بأجزاء كبيرة على طول الساحل الشرقي للبحر الأدرياتيكي في دالماسيا. زادت هذه المكتسبات الاهتمام البحري الفرنسي في البحر الأدرياتيكي بشكل كبير، والذي ترسّخ بالسيطرة على أفضل الموانئ ومنشآت صناعة السفن، لا سيما في مدينة البندقية.
من ناحية فعلية، فقد حظرت الحامية الروسية في كورفو، المدعومة بأسطول بحري قوي، الاستفادةَ الفرنسية من البحر الأدرياتيكي من خلال إغلاق المدخل عبر مضيق أطرانط. في ذلك الوقت اتجهت المخاوف العسكرية الفرنسية ناحية الشمال، وهو ما أدى إلى نشوب حرب التحالف الرابع خلال عامي 1806 و1807، والتي شهدت اجتياح جيوش نابليون لبروسيا وإجبار الروس على توقيع معاهدة تيلسيت في 7 يوليو 1807. أعادت إحدى البنود الثانوية في المعاهدة الجزرَ الأيونية تحت سيطرة الفرنسيين، وانسحب الروس من البحر الأدرياتيكي تمامًا. جاء ذلك الانسحاب وفاءً ببند سري في المعاهدة يضمن للروس الدعم الفرنسي في الحرب العثمانية الروسية الدائرة في البلقان.

## سير الحملة

### المناوشات الأولى
إثر انسحاب الروس، سرعان ما أرسل الفرنسيون حاميات عسكرية إلى الجزر الأيونية، وحشدوا في كورفو وحدها على الفور أكثر من 7400 جندي فرنسي ومن نابولي. نتيجة لذلك التحشيد تحوّل البحر الأدرياتيكي إلى بحيرة فرنسي محصّنة تمكّن الفرنسيين من إرسال الغزاة البحريين ضد القوافل والمستعمرات البريطانية، وأساطيل الحصار البحري التابعة للملكية البريطانية والتي هيمنت على البحر الأبيض المتوسط منذ معركة طرف الغار قبل ذلك بعامين. ولتحقيق ذلك، أصدرت البحرية الفرنسية أوامر مهمة لأحواض بناء السفن في مدينة البندقية، بهدف تعزيز وجود القوات في المنطقة بالسفن المنتَجة فيها والمجهّزة بطواقم محلية.
استجاب الأسطول الملكي البريطاني في البحر الأبيض المتوسط بسرعة لذلك الخطر المحدق، وفي نوفمبر 1807 ضربت سفينة إيتش إم إس غلاتون من الفئة الرابعة وعدة سفن صغيرة حصارًا على كورفو، واستحوذت على العديد من قوافل الإمداد الفرنسية والإيطالية. بعد نجاح الحصار، تشجّع بعض الغزاة البريطانيين الصغار على دخول البحر الأدرياتيكي بشكل مستقل، للهجوم على القوافل الفرنسية على طول الساحل الإيطالي. استهدفت إحدى أولى العمليات البريطانية في المنطقة الاستيلاءَ على جزيرة ليسا الدلماسية الصغيرة، بغية استخدامها كميناء آمن في قلب المنطقة البحرية التي تسيطر عليها فرنسا اسميًا. لم تكن الجزيرة آهلةً بعدد كبير من السكان، وجُهزت بسرعة لتصبح قاعدة بحرية فاعلة، مع إنشاء بلدة وميناء في مدينة فيز المعاصرة.
خلال العام 1807، كانت السفن البريطانية المتمركزة في البحر الأدرياتيكي صغيرة نسبيًا ولهذا السبب لم يكن لها أثر كبير. كما اقتصر القراصنة البريطانيون بهجماتهم على الساحل الإيليري على أهداف عسكرية بحتة وذلك ليحافظوا على دعم السكان المحليين، الذين زودوا الطرادات البريطانية بالمؤن والماء، والمنتجات الصنوبرية. شنّ الأسطول الفرنسي المتوسطي، بقيادة الأميرال غانتوم، غزوًا على كورفو في فبراير 1808، ولم يتمكن أسطول الحصار البريطاني من صدّه. إنما كانت تلك المحاولة الفرنسية الوحيدة لإرسال سفن خط المعركة إلى المنطقة، وبحلول شهر مارس عاد الأسطول إلى مدينة تولون.